# Adalbert-Gautier Hamman
Pour les articles homonymes, voir Hamman.
Adalbert-Gautier Hamman est un théologien et patrologue français né le 14 juin 1910 à Rahling (Lorraine annexée) et mort à Paris 15e le 20 juillet 2000.

## Biographie
Franciscain depuis 1928, ce docteur en théologie fut professeur de théologie et de patristique, enseignant à Rome et au Canada. Il a traduit de nombreux textes grecs anciens et latins.
Il a fondé les collections « Ichtus. Lettres chrétiennes », « Pères dans la foi », « Bibliothèque » qui publient des traductions de textes des chrétiens des premiers siècles.
Pendant longtemps, il fut directeur littéraire des éditions Migne qui éditent actuellement ces collections.

## Publications
- Le Pater expliqué par les Pères, Éditions franciscaines, Paris, 1952.
- Prières des premiers chrétiens (1re édition 1952 ; nombreuses rééditions et traductions.
- Le mystère du salut, Plon , Édition remaniée et augmentée 1954.
- Naissance des lettres chrétiennes, Éditions de Paris, 1957.
- La Prière, Paris, Tournai, New York, Desclée et Cie, 1963

- Prix Albéric-Rocheron 1964 de l'Académie française.
- Le Baptême et la confirmation / Le Mystère chrétien. Théologie sacramentaire, Desclée , 1969.
- Je crois en un seul baptême - Essai sur Baptême et Confirmation, Beauchesne, 1970.
- La vie quotidienne en Afrique du Nord au temps de Saint Augustin (1re édition 1971). Nouv. éd. corr. Hachette , 1986.

- Prix Montyon 1972 de l’Académie française et prix Monsieur et Madame Louis-Marin 1979 de l’Académie des sciences d’outre-mer.
- Supplementum de la Patrologia latina de Jacques-Paul Migne (1958-1974).
- Jacques-Paul Migne, Beauchesne , 1975.
- La Vie quotidienne des premiers chrétiens, Hachette , 3e éd. revue et corrigée, 1979.
- Les Martyrs de la grande persécution (304-311), Traduction, introduction, notes et plan de travail par A. G. Hamman, Paris, DDB.
- Les premiers martyrs de l'Église, Traduction, introduction, notes et plan de travail par A. G. Hamman, Paris, DDB.
- Les Racines de la foi / la catéchèse des Pères de l'Église, O.E.I.L., Paris, 1983.
- L'épopée du livre / du scribe à l'imprimerie, coll. « Pour l'histoire », Perrin, 1985.
- L'homme image de Dieu / essai d'une anthropologie chrétienne dans l'Église des cinq premiers siècles, Desclée, 1987.
- Les Pères de l'Église', Desclée De Brouwer , Nouv. éd. corr. 1992.
- La vie est un long jour de fête, Paris, Brepols, 1995.
- Les Pères de l'Église, Paris, Migne, Nouv. éd. mise à jour 2000.

## Pour approfondir